# Porțile de Fier II
Hidrocentrala Porțile de Fier II este a doua mare hidrocentrală de pe fluviul Dunărea.
Pe brațul principal al Dunării sunt amplasate dinspre malul stâng spre cel drept două centrale, fiecare cu câte opt hidroagregate, un baraj cu șapte câmpuri deversoare, o ecluză pentru navigație de 34 m lățime și o centrală suplimentară cu două hidroagregate. Pe brațul secundar Gogoșu este amplasat, în mijlocul albiei, un baraj din șapte câmpuri deversoare și, alăturat, pe partea dreaptă a brațului, o centrală suplimentară cu două hidroagregate.
Cele două centrale de bază de la Porțile de Fier II cu 2x8 hidroagregate (centrala românească și centrala sârbă), de pe brațul principal al Dunării și cele două centrale suplimentare cu 2x2 hidroagregate de pe brațul principal și de pe brațul Gogoșu sunt identice ca dispunere interioară și ca soluții constructive și sunt echipate cu același tip de hidroagregat, bulb orizontal de 27 MW și aceleași tipuri de echipamente hidromecanice.

## Date generale
Caracteristicile generale sunt identice pentru cele două centrale românești (centrala de bază și centrala suplimentară Gogoșu): zece hidroagregate, fiecare cu câte o putere de 27 MW; căderea netă de calcul este de 7,45 m; debitul de calcul este 425 m3/s; turația nominală este 62,5 rot/min, iar diametrul rotorului este de 7,50 m. Cele opt hidroagregate de la SHEN Porțile de Fier II sunt orizontale, capsulate cu turbine Kaplan, cu ax orizontal în traseu tubular, având diametrul rotorului turbinei de 7.500 mm, cuplate direct cu hidrogeneratoarele sincrone aferente. Construcția fiecărui hidroagregat este pe patru lagăre, trei radiale și unul axial.
Având în vedere dimensiunile și puterea unitară, aceste hidroagregate au constituit o premieră națională și europeană, exceptând Federația Rusă, în ceea ce privește dimensiunile și puterea instalată pe un grup. Centrala hidroelectrică SHEN Porțile de Fier II este cea mai mare centrală europeană echipată cu hidroeagregate de tip bulb, atât în ceea ce privește puterea instalată, cât și dimensiunile hidroagregatelor.
La Porțile de Fier II se află una din cele mai mari hidrocentrale din România, ea ocupând locul II în România după Porțile de Fier I. Amplasată la kilometrul fluvial 863+358, acest obiectiv hidroenergetic, în componența căruia, actualmente, există o centrală de bază echipată cu opt hidroagregate cu turbine tip bulb, cu puterea inițială instalată de 27 MW fiecare, aceasta fiind mărită cu 4,4 MW după modernizare. Cele opt hidroagregate ce echipează centrala românească a SHEN Porțile de Fier II au fost puse în funcțiune în perioada 1985-1986; din cele opt hidroagregate, două sunt de fabricație rusească (L.M.Z. și Electrosila) și șase sunt de fabricație românească (U.C.M. Reșița S.A.). În anul 2004 a început modernizarea grupurilor de către firma VA TECH HYDRO & CO VIENA SRL SUCURSALA PORTILE DE FIER II. Grupul 1 de la centrala Porțile de Fier II, ce a fost scos din exploatare în luna iunie, pentru lucrări de mentenanță, urmează să fie pus în funcțiune în iulie 2009, iar Grupul 8, oprit în martie 2009, urmează să fie repornit în martie 2010, în urma unor lucrări de modernizare.
Valoarea lucrărilor de mentenanță la grupul 1 este estimată la 523.280 lei, potrivit datelor transmise de Hidroelectrica.
De asemenea, grupul 7, retras din exploatare în 14 februarie 2008, a fost repus în funcțiune în martie 2009. În urma lucrărilor de modernizare, puterea instalată a acestui agregat a crescut cu 4,4MW, potrivit datelor Hidroelectrica.
Tot aici se mai găsesc și unii din cei mai mari stâlpi de electricitate din lume - locul I - aceștia fiind atestați de Cartea Recordurilor; ei sunt confecționați din metal, la Drobeta Turnu Severin.
De asemenea, la 15 de km de Porțile de Fier II se afla Barajul Porțile de Fier II care a fost dat în folosință în 1984 fiind de tip „Baraj de greutate și de pământ” , tip „etanșare nucleu intern de argilă”, fiind construit pe un teren de roci stâncoase și nestâncoase, având o înălțime de 34 m, iar lungimea coronamentului fiind de 512 m, volumul lacului fiind de 600 mil. m3, având o suprafață de 5200 ha, debit deversor 11700 m2/s, suprafață bazin 579.200 km2, tip deversor Vane.
Lacul de acumulare, situat în arealul comunei Gogoșu, este construit tot în colaborare cu ex-Iugoslavia. Pe lângă valoarea lor economică, aceste lacuri constituie și puncte de atracție turistică, prin frumusețea peisajului de pe malurile lor.
S.H.E.N. Porțile de Fier II, amplasat la cca. 80 km în aval de Porțile de Fier I, asigură, de la inaugurarea ei din anul 1984, valorificarea potențialului hidroenergetic al Dunării pe sectorul româno-iugoslav, contribuind și la îmbunătățirea funcționării hidrocentralei Porțile de Fier I prin stabilizarea nivelului din aval al acesteia.
La 1500 de m de Hidrocentrala Porțile de Fier II se află ecluza Porțile de Fier II peste care este podul ecluzei, care face legătura între Porțile de Fier II și localitățile limitrofe. În aproprierea acesteia se află podul suspendat pe cabluri, care face legătura cu localitatea Balta Verde, aflată la 3 km.

## Vezi și
- Ostrovu Mare (Mehedinți), insulă
- Ostrovu Mare, Mehedinți, localitate
- Colonia Porțile de Fier II, localitate
- Podul Ostrovu Mare